# Raphidiopsis raciborskii
Raphidiopsis raciborskii је слатководна цијанобактерија. 

## Опис
Ова бактерија је водена фотосинтетска бактерија која припада типу Cyanobacteria. Састоје се од ланчаних филамената познатих као трихоми који могу показивати варијације у морфологији, у распону од око 50–300 микрометара у дужини. Ове бактерије такође могу произвести дебелозидне, цилиндричне, спорама сличне структуре познате као акинете, које такође показују варијације у морфологији. Неки сојеви ове врсте су способни да производе неколико токсина који утичу на људе: цилиндроспермопсин, анатоксин-а и сакситоксин. Овај први токсин, цилиндроспермопсин, има способност да утиче на јетру и бубреге код људи, као и да изазове благе кожне реакције након излагања. Последња два токсина, анатоксин-а и сакситоксин, сматрају се неуротоксинима шкољки. Истраживања су показала да C. raciborskii може природно да производи бутиловани хидрокситолуен, антиоксиданс, адитив за храну и индустријску хемикалију.

## Екологија
Ова бактерија је слатководна цијанобактерија која се често налази у тропским регионима, али се може наћи и на умеренијим локацијама као што су Велика језера у Северној Америци. Бактерија има способност да фиксира атмосферски азот, као и да апсорбује и складишти фосфор. Ове способности су предност за њен опстанак у дубоким воденим површинама где мора да се такмичи за светлост. Под утицајем стреса из околине, као што су ниске температуре или низак садржај хранљивих материја, бактерија има способност да формира своју структуру сличну спорама познату као акинете. Ове акинете могу да опстану у седименту дуже време и способне су да клијају када температура воде порасте до одговарајућег нивоа. Бактерија преферира температуре у распону од 25–30 °C, интензитет светлости од 80–121 μmol m-2 s-1 и максималну концентрацију салинитета од 4 g L-1 NaCl (тј. благо боћате воде). Нивои бактерија обично остају релативно ниски током лета, међутим, могу бити повезани са веома високим концентрацијама под одређеним условима. Ови услови укључују: низак проток; низак ниво воде; низак однос азота и фосфора; висока температура воде; стабилна термичка стратификација; повећано време задржавања; висок pH; висока концентрација сулфата; аноксија у барем неким слојевима; висока замућеност; високо зрачење; и ниска биомаса макрофита.

## Историјат
Сматра се да бактерија потиче из тропских или субтропских региона. Међутим, бактерија је недавно откривена у умеренијим климатским условима као што су Велика језера у Северној Америци. Сматра се да сој пронађен у Северној Америци потиче из Јужне Америке и верује се да су климатске промене фактор који стоји иза ширења окружења бактерије. До сада није било документованих ефеката присуства врсте у Великим језерима. Међутим, ова бактерија је повезана са оштећењем јетре, па чак и смрћу код људи након контаминације залиха воде. Такође је повезана са помором риба у Бразилу, угинућем стоке у Аустралији, смањењем зоопланктона на Флориди, као и токсичношћу за неке шкољке, које акумулира у организмима као што су ракови.

## Азотофиксација
Cylindrospermopsis raciborskii је филаментозна цијанобактерија са способношћу фиксирања азота претварањем атмосферског азота (N2) у амонијак (NH3), што је разликује као хетероцисту. Она обезбеђује ћелијама у филаменту азот за биосинтезу фиксирањем азота из динитрогена (N2) помоћу ензима нитрогеназе. Нормално, нитрогеназа је инактивирана кисеоником, што приморава бактерију да делује у микроанаеробном окружењу. Јединствена структура и физиологија хетероцисте захтевају глобалну промену у експресији гена. Ово укључује низ механизама, укључујући, али не ограничавајући се на:
- Производња три додатна ћелијска зида, укључујући један од гликолипида који формира хидрофобну баријеру за кисеоник
- Производња нитрогеназе и других протеина укључених у фиксацију азота
- Разградња фотосистема II, који производи кисеоник
- Појачавање гликолитичких ензима
- Производња протеина који уклањају преостали кисеоник
- Садржи поларне чепове састављене од цијанофицина који успорава дифузију од ћелије до ћелије

Cylindrospermopsis raciborskii добија свој фиксни угљеник путем фотосинтезе. Недостатак фотосистема II би га нормално спречио у фотосинтези, али вегетативне ћелије обезбеђују неопходне угљене хидрате, за које се сматра да су сахароза. Извори фиксног угљеника и азота се размењују кроз канале између ћелија у филаменту. C. raciborskii одржава фотосистем I, што му омогућава да генерише АТП цикличном фотофосфорилацијом.
Сматра се да механизам контроле овог пута фиксације азота укључује дифузију инхибитора диференцијације названог patS. Формирање хетероциста је инхибирано у присуству фиксног извора азота, као што су амонијум или нитрат. Стога, одржавање зависи од ензима названог hetN. Алтернативна метода укључује бактерије које ступају у симбиотски однос са одређеним биљкама. У таквим односима, бактерије не реагују на доступност азота, већ на сигнале које производи биљка. Код ове методе, до 60% ћелија може постати хетероцистичне, обезбеђујући фиксни азот биљци у замену за фиксни угљеник.

## Патогеност
Појава цијанобактерија у акумулацијама воде постаје све значајнија и главни је фактор у еутрофикацији река и потока. Много пута ефекти присуства бактерија могу бити токсични за стоку и дивље животиње, као и за људе. Међутим, њихов тачан начин вируленције је још увек непознат. Утврђено је да је њихова вируленција првенствено хепатотоксична, иако могу бити укључени и други органи, попут бубрега.

## Популациона динамика
Познато је да Cylindrospermopsis raciborskii има способност да толерише прилично широк распон климатских услова. Његова способност да производи акинете осигурава преживљавање чак и у оштријим зимским условима. Динамика популације у великој мери зависи од температуре језерске воде и интензитета подводне светлости, а самим тим и од климатских услова. Стога ће свако будуће повећање температуре језерске воде вероватно довести до повећања величине популација C. raciborskii у еутрофним језерима, што представља повећану претњу за снабдевање водом за пиће.
Инцидент на острву Палм
Године 1979, Cylindrospermopsis raciborskii је приписан као узрок хепатоентеритиса (инфекције јетре сличне хепатитису) код 148 људи код северне обале Квинсленда на острву Палм. Контаминација воде за пиће приписана је третману бакар сулфатом у водоводу за пиће на острву, брани Соломон. Бакар сулфат је био намењен за контролу густог цветања алги. Међутим, бакар сулфат изазива лизу цијанобактерија, што доводи до ослобађања свих токсичних ћелијских компоненти. Након истраге утврђено је да је контаминирана вода потекла из бране Соломон где је примењен бакар сулфат. Током ове истраге, C. raciborskii је први пут идентификован као патоген.

## Списак референци
1. ↑  „https://web.archive.org/web/20140810094336/http://www.glerl.noaa.gov/res/Centers/HABS/cylindro_factsheet.html”. Архивирано из оригинала 10. 08. 2014. г. Приступљено 09. 07. 2025. Спољашња веза у |title= (помоћ)
2. ↑  „https://web.archive.org/web/20140810094336/http://www.glerl.noaa.gov/res/Centers/HABS/cylindro_factsheet.html”. Архивирано из оригинала 10. 08. 2014. г. Приступљено 09. 07. 2025. Спољашња веза у |title= (помоћ)
3. ↑  „http://ntur.lib.ntu.edu.tw/bitstream/246246/162863/1/22.pdf” (PDF). Спољашња веза у |title= (помоћ)
4. ↑  „https://web.archive.org/web/20140810094336/http://www.glerl.noaa.gov/res/Centers/HABS/cylindro_factsheet.html”. Архивирано из оригинала 10. 08. 2014. г. Приступљено 09. 07. 2025. Спољашња веза у |title= (помоћ)
5. ↑  „https://web.archive.org/web/20140810094336/http://www.glerl.noaa.gov/res/Centers/HABS/cylindro_factsheet.html”. Архивирано из оригинала 10. 08. 2014. г. Приступљено 09. 07. 2025. Спољашња веза у |title= (помоћ)
6. ↑  „https://academic.oup.com/femsec/article/87/3/557/575600?login=false”. Спољашња веза у |title= (помоћ)
7. ↑  „https://www.sciencedirect.com/science/article/abs/pii/S004101019900080X?via%3Dihub”. Спољашња веза у |title= (помоћ)
8. ↑  „https://www.sciencedirect.com/science/article/abs/pii/S1364815210003051?via%3Dihub”. Спољашња веза у |title= (помоћ)
9. ↑  „https://pmc.ncbi.nlm.nih.gov/articles/PMC238741/”. Спољашња веза у |title= (помоћ)
10. ↑  „https://pmc.ncbi.nlm.nih.gov/articles/PMC238741/”. Спољашња веза у |title= (помоћ)